# Uloma simillima
Uloma simillima – gatunek chrząszcza z rodziny czarnuchowatych i podrodziny Tenebrioninae.
Gatunek ten opisany został po raz pierwszy w 1914 roku przez Hansa Gebiena na łamach „Sarawak Museum Journal”. Jako lokalizację typową wskazano Kinabalu na Borneo.
Chrząszcz o ciele długości od 8,5 do 10,5 mm. Ubarwienie jest brązowe. Głowa u samca pozbawiona jest listewki przedniej, ale ma parę małych lub szczątkowych różków, a za nimi słabe wgłębienie. Czułki samca różnią się od tych u samicy członami od siódmego do dziewiątego mającymi ostre krawędzie wierzchołkowe, nieco spiczasto w kącie wewnętrznym zakończone. Warga dolna u samca cechuje się pozbawioną szczecinek lub opatrzoną parą boczno-odsiebnych pędzelków bródką o wyraźnych wgłębieniach nasadowo-bocznych i słabo zaznaczonym wcisku pośrodkowym oraz języczkiem z kilkoma rozproszonymi szczecinkami. Przedplecze u samca ma na przedzie wyraźne wgłębienie pośrodkowe, tylną krawędź nieobrzeżoną, punktowanie po bokach niezagęszczone i powierzchnię pozbawioną mikropunktowania. Pokrywy mają rzędy z punktami nieco szerszymi niż odcinki rowków między nimi, a międzyrzędy słabo wysklepione. Odnóża przedniej pary u samca mają kąty pośrodkowo-odsiebne goleni pozbawione palcowatej wypustki. Odwłok ma ostatni z widocznych sternitów pozbawiony obrzeżenia. Edeagus charakteryzuje się dłuższymi niż u U. bidens, szpatułkowatymi, rozszerzonymi na szczytach paramerami.
Owad orientalny, znany z malezyjskich stanów Sabah i Sarawak na Borneo oraz z indonezyjskiej Sumatry.